# 今綾奈
今 綾奈（こん あやな、1998年4月20日 - ）は、東京都出身の日本の女子プロゴルファーである。所属はELECOM。

## 来歴
両親の影響により10歳からゴルフを始める。
アマチュア時代の主な成績として、2013年「東京都女子アマチュアゴルフ選手権」、2015年「埼玉県女子アマチュアゴルフ選手権」をそれぞれ優勝している。また同年「関東高等学校ゴルフ選手権冬季大会」でプレ－オフの末優勝し、2016年の日本女子プロゴルフ協会（JLPGA）ツアー「ニチレイレディス」に関東高等学校ゴルフ連盟派遣選手として出場出来ることになった。2016年の同大会は予選通過を果たし43位タイとなった。
埼玉平成高等学校卒業後、2017年にJLPGA最終プロテストに進出し合格まで2打及ばず27位タイ。同年サードクォリファイングトーナメント（QT）A地区47位でファイナルに進めなかった。
サードQT進出者の資格で、2018年にTP単年登録者として、主にJLPGA下部のステップ・アップ・ツアーに参戦。同年もJLPGA最終プロテストに進出し合格まで1打及ばず22位タイ。
2019年も主にステップ・アップ・ツアーに参戦。同年もJLPGA最終プロテストに進出し75位タイで終える。JLPGAの制度改正に伴いQTの出場資格を得られなかった為、2020年シーズンはJLPGAの試合出場資格はない。